# Centre Galicien de Technification Sportive

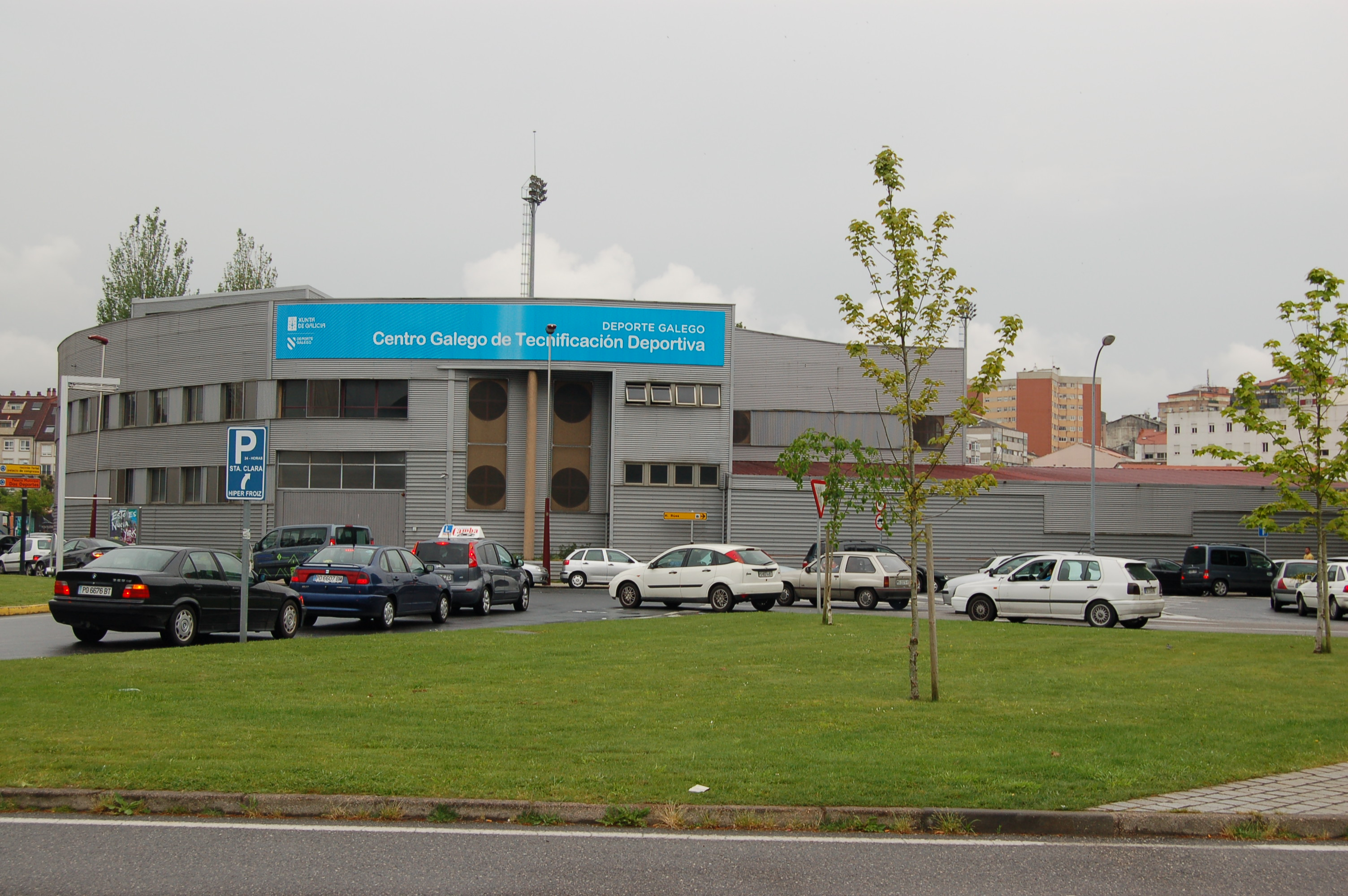
Vue extérieure.

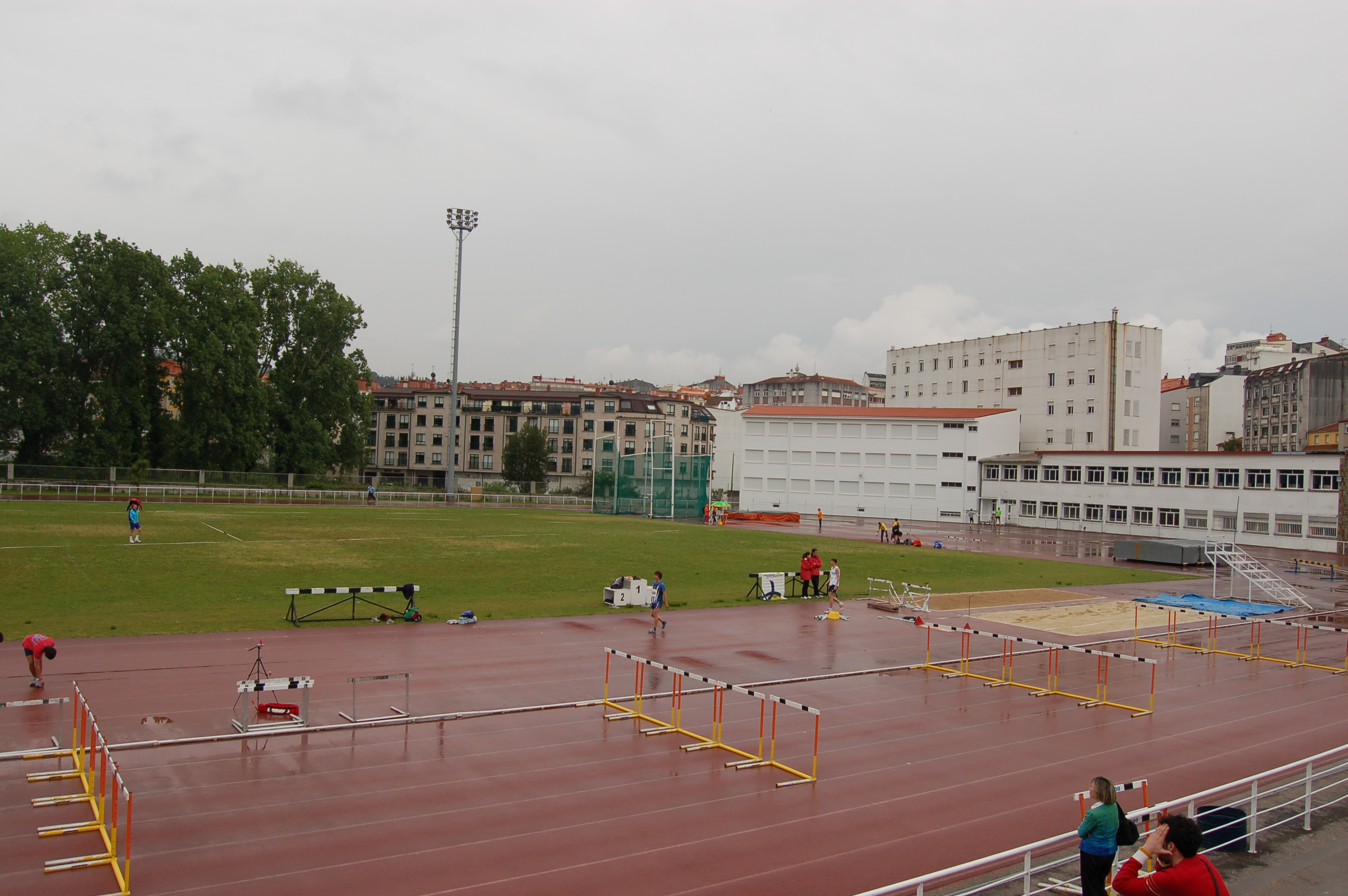
Vue intérieure.

Le Centre Galicien de Technification Sportive (CGTD) est un centre public situé à Pontevedra (Espagne) pour la formation des sportifs de haut niveau, géré par le Secrétariat Général du Sport, dépendant de la Présidence de la Junte de Galice. Il assure les compétences liées à la promotion de la culture physique et du sport en Galice. Il a été fondé en 1987. 

## Caractéristiques
Il est dirigé par Xulio Ventín Rivas, athlète, entraîneur et chef du secteur des épreuves combinées de la Fédération galicienne d'athlétisme.  
Il offre 160 places, dont 90 avec service d'hébergement (bien qu'il ait une capacité de 104 résidents). On y enseigne 11 sports: athlétisme, lutte, judo, natation, canoë, aviron, taekwondo, tennis, badminton, voile et triathlon.
Il existe une formation pour trois groupes de sportifs : le groupe technique, avec 100 places, est destiné aux nouvelles promesses de moins de 19 ans. Le groupe performance, avec 40 places, s'adresse aux athlètes de 19 ans et plus. 30 autres places sont destinées aux athlètes de haut niveau galiciens qui ont besoin des services ou des installations du CGTD. 
Il fournit une formation complète aux jeunes hommes et femmes galiciens ayant un potentiel pour la pratique de sports de haut niveau, facilitant l'intégration dans le système éducatif (de la 3e année ESO à la 2e année Bachillerato) et dans l'environnement social tout en ayant les moyens nécessaires pour développer leurs préparations spécifiques selon des critères scientifiques. 
En collaboration avec les différentes fédérations sportives galiciennes, le centre prépare des programmes techniques sportifs destinés principalement à la formation d'athlètes âgés de 14 à 18 ans.

## Installations
Le Centre Galicien de Technification Sportive est basé à Pontevedra, sur les terrains du Stade de la Jeunesse. Il compte 7 bâtiments. 
Le pavillon des sports couvert comprend un tatami et une salle de sport auxiliaire. La piscine chauffée a 6 coluloirs et mesure 25 x 12 m. La piste d'athlétisme à 8 couloirs est en matière synthétique (cette piste a été remodelée en 2015). Le terrain est fait de gazon naturel et dispose des gradins pour 300 personnes et un système de photo-finish. Le bâtiment polyvalent abrite un bassin chauffé pour faire du canoë, les hangars de canoë et d'aviron, la salle de gym, la zone de rameur (ergomètre d'aviron), la salle de médecine sportive, la salle de kinésithérapie, la salle de lutte et le sauna. 
Le bâtiment principal abrite l'accueil, les salles de classe, la salle multimédia, les bureaux et la cafétéria. La résidence dispose de 48 chambres doubles et 8 chambres simples (104 places), toutes avec salle de bain. Il a une salle à manger pour 140 personnes, une bibliothèque et diverses salles. Le lycée dispose d'un laboratoire et de plusieurs salles de classe. 

## Athlètes célèbres
Des personnalités sportives galiciennes telles que David Cal, Javier Gómez Noya et Teresa Portela ont reçu leur formation dans cet établissement. 

## Voir également